# IV wojna austriacko-turecka
Czwarta wojna austriacko-turecka – wojna toczona w latach 1663–1664.
Pod rządami Ahmeda Köprülü Paszy, od 1661 wielkiego wezyra na dworze Mehmeda IV, w państwie osmańskim odżyły tendencje ekspansjonistyczne. Po pokonaniu Siedmiogrodu turecka armia kontynuowała marsz przez Węgry.
W kwietniu 1663 Ahmed Köprülü uzyskał nominację sułtana na dowódcę w wojnie z Habsburgami, jednak armia austriacka, którą dowodził generał Rajmund Montecuccoli, ograniczyła się do obsadzenia twierdz austriackich, pozostawiając terytorium Węgier na pastwę najeźdźców. We wrześniu 1663 Turcy zdobyli więc twierdzę Ujvár, a w listopadzie Novigrad. Węgierską szlachtę ogarnęła panika. Jedynie na południu kraju utalentowany dowódca, ban Chorwacji hrabia Mikołaj Zrinyi stawił Turkom zorganizowany opór, a pod koniec 1663 zwyciężył siły tatarskie nad rzeką Murą.
W 1664 Turcy obrali kierunek na Wiedeń. Zdobyli twierdzę Érsekújvár (niem. Naühausel, słow. Nove Zamky) opodal Preszburga. Podczas obrad Sejmu Rzeszy w Ratyzbonie cesarz Leopold I zaapelował o pomoc do swoich niemieckich wasali. Posiłki przysłały Hiszpania (Filip IV) i Francja (Ludwik XIV), a z Rzeszy Brandenburgia-Prusy (Fryderyk Wilhelm I), Saksonia (elektor Jan Jerzy II) i inne państwa niemieckie. Pochód Turków został powstrzymany dopiero przez załogi silnie bronionych twierdz austriackich.  W sierpniu 1664 siły cesarskie generała Rajmunda Montecuccolego zwyciężyły Turków w bitwie pod Szentgotthárd, co otwarło Austriakom możliwość rozpoczęcia działań ofensywnych. Sukces ten jednak nie został przez Habsburgów wykorzystany.
Już latem 1664 rozpoczęli oni rozmowy pokojowe, jednak dopiero przegrana pod zamkiem Świętego Gottharda zadecydowała, że Turcy przyjęli warunki pokoju. 11 sierpnia podpisano tzw. pokój w Vasvár, którego postanowienia były wyjątkowo korzystne dla sułtana. Turcy zatrzymali w swoich rękach wszystkie zdobycze wojenne na terenie Węgier, zobowiązując się jedynie do niewspierania Węgrów w ich walce z absolutyzmem Leopolda I.